# Evelyn Nelson
Evelyn Nelson (Chloride, 13 de novembro de 1899 — Los Angeles, 16 de junho de 1923)[carece de fontes?] foi uma atriz norte-americana da era do cinema mudo.

## Filmografia selecionada
- The Backyard (1920)
- His Jonah Day (1920)
- The Trouble Hunter (1920)
- The Decorator (1920)
- Springtime (1920)